# 三好浩子
三好 浩子（みよし ひろこ）は1990年（平成2年）のミス・ユニバース日本代表である。

## 来歴・人物
愛媛県松山市出身。短期大学の職員だった23歳のときミス・ユニバースに応募し、四国地区代表となった。1989年（平成元年）10月12日、大阪市のザ・シンフォニーホールで開かれた日本大会で代表に選出された。翌年4月にアメリカ合衆国のロサンゼルスで開かれた世界大会に出場したが、入賞を果たすことは出来なかった。